# Кермен
Кѐрмен е град в Югоизточна България, област Сливен, Община Сливен. Градът е разположен в източното подножие на Сърнена Средна гора, на 24 км южно от Сливен.

## География
Град Кермен се намира в Югоизточния регион на България. Градът се намира на 24 км южно от Сливен. Населението му е около 1700 жители.

## История
Името му се споменава в османски документи от 1488 и от 1609 г. По-късно селцето е било изоставено. От началото на 20 век в селото има представителство на Популярна банка. Трудово-производителна кооперация (ТПК) „Устрем“ е основана през 1967 г. През 1928 г. в града е основана Фабрика „Братя Кираджиеви“. Функционирали са текстилни предприятия, мелници, маслобойни, свързани с икономиката на района. През 1949 година в града е основано ТКЗС. През града минава една от най-старите жп линии в България София – Бургас. (жп линия на Барон Хирш), В края на 19 век Константин Иречек е минал покрай града.

## Население
Численост на населението според преброяванията през годините:
| \| Година на преброяване \| Численост \| \| --------------------- \| --------- \| \| 1934 \| 2573 \| \| 1946 \| 3021 \| \| 1956 \| 2984 \| \| 1965 \| 2793 \| \| 1975 \| 2644 \| \| 1985 \| 2655 \| \| 1992 \| 2510 \| \| 2001 \| 2207 \| \| 2011 \| 1801 \| \| 2021 \| 1471 \| |           |
| Година на преброяване | Численост |
| 1934 | 2573      |
| 1946 | 3021      |
| 1956 | 2984      |
| 1965 | 2793      |
| 1975 | 2644      |
| 1985 | 2655      |
| 1992 | 2510      |
| 2001 | 2207      |
| 2011 | 1801      |
| 2021 | 1471      |

Етническият състав включва 1395 българи и 169 цигани.

## Инфраструктура
През град Кермен минава жп линията София – Бургас, както и път към района на Сакар.

## Култура и образование
- Народно читалище „Пробуда“
- Основно училище „Христо Смирненски“

Хоровият ансамбъл е бил носител на награди от национални фестивали за художествена самодейност, дал попълнения в танцовия състав и оркестъра на ансамбъла „Филип Кутев“.
Малкото градче е дало на България и няколко университетски преподаватели.
През 2017 г. югоизточно от Кермен археолози откриха трикорабна базилика с баптистерий, римска вила и 18 гроба, датиращи от IV век преди Христа.

## Редовни събития
В Кермен редовно през 1 година се провежда традиционен фолклорен събор с много конкурси за надпяване, надиграване и др. Той е международен, в него гостуват танцьори от цяла Европа.

## Личности
Родени
- Златимир Орсов – доц. СУ, народен представител от БСП
- Досьо Милков – кавалджия от Ансамбъл „Филип Кутев“
- Георги Митев - проф. УНСС
- Петя Асенова - доц. НБУ